# Trigonum musculare

Muskeldreieck (engl. muscular triangle)

Das Trigonum musculare (lat. für ‚Muskeldreieck‘, Syn. Trigonum omotracheale) ist eine Teilregion der vorderen Halsregion (Regio cervicalis anterior). Beide Muskeldreiecke stoßen in der Mittellinie des Halses aneinander. Nach oben wird das Muskeldreieck durch das Zungenbein vom Trigonum submentale abgegrenzt, zur Seite vom Musculus sternocleidomastoideus und vom vorderen Bauch des Musculus omohyoideus und nach unten vom Handgriff des Brustbeins (Manubrium sterni).